# Volski
Volski (latinsko Volsci) so bili osko-umbrijsko pleme, dobro znano v prvem stoletju Rimske republike. V tem času so bili naseljeni v delno hriboviti delno močvirni pokrajini južno od Lacija. Na jugu so mejili na Avrunke in Samnite in na vzhodu na Hernike. Meja je potekala približno on Norbe in Kore na severu do Antiuma (sedanja Anzio in Nettuno)  na jugu. Več stoletij so bili rivali Rimske republike. Do leta 300 pr. n. št. so se Volski in njihovo ozemlje postopoma vključili v Rimsko republiko. Prvi rimski cesar Gaj Avgust Oktavijan je bil po poreklu Volsk. 

## Opis antičnega geografa
Strabon pravi, da si Volski ustanovili suvereno državo v bližini Rima. Njeno ozemlje je umestil na Pomentinsko ravnino med Latince in Pomentinska močvirja, ki so dobila ime po ravnini.

## Jezik
Volski so govorili volščino, sabelski italski jezik, zelo soroden oskanščini in umbrijščini in bolj oddaljen od latinščine.
Na vološkem ozemlju je bilo majhno mesto Velitrae (sedani Velletri), rojstni kraj rimskega cesarja Avgusta. Iz tega kraja je napis v volškem jeziku, verjetno iz zgodnjega 3. stoletja pr. n. št., vgraviran v majhno bronasto ploščo, ki ga hrani Neapeljski muzej. Plošča je bila nekoč pritrjena na nek votivni objekt in posvečena bogu Deklunu (ali boginji Dekluni).

## Konflikti s starim Rimom
Volski so spadali med najnevarnejše sovražnike starega Rima in so bili pogosto v zavezništvu z Ekvi, medtem ko so bili njihovi sosedje Herniki po letu 486 pr. n. št. rimski zavezniki.
Po napol legendarni zgodovini zgodnjega Rima je njegov sedmi in zadnji kralj Lucij Tarkvinij Superb začel prvo vojno z Volski, s katero se je začelo dvestoletno obdobje spopadov med državama.
Legendarni rimski bojevnik Gaj Marcij Koriolan si je zaslužil vzdevek Koriolan, ko je leta 293 pr. n. št. osvojil volško mesto Koriolin. Domnevni vzpon in padec tega rimskega junaka je opisan v Plutarhovih Vzporednih življenjih in je služil kot podlaga za Shakespearovo dramo Coriolanus.
Če je Livijevo poročilo o vojni med Rimom in Kluzijem točno, se zdi, da odnosi med Rimom in Volski niso bil vedno sovražni. Livij piše, da je rimski senat ob približevanju kluzijske vojske leta 508 pr. n. št. in pričakovanju obleganja organiziral odkup žita pri Volskih, da bi prehranil revne sloje rimskega prebivalstva.

## Slavni Volski
- Kamila v Vergilijevi Eneidi je bila deviška volška vojščakinja, podobna legendarnim Amazonkam
- Atij Tul Aufidij je bil vodja Volskov v rimsko-volških vojnah

### Slavni Rimljani volškega porekla
- Gaj Avgust Oktavijan, prvi rimski cesar
- Decij, rimski cesar od leta 249 do 251

### Rimske rodbine volškega porekla
- Balventia
- Messia
- Octavia
- Pomptina
- Publicia